# Rude Removal
Rude Removal est un segment à l'origine produit pour la série télévisée d'animation Le Laboratoire de Dexter pour Cartoon Network. Le segment était destiné à la diffusion en tant qu'épisode de la deuxième saison en 1997, mais n'a jamais été diffusé à la télévision. Le segment a finalement été mis en ligne par la chaîne YouTube officielle d'Adult Swim le 22 janvier 2013. Dans le segment, Dexter et Dee Dee ont accidentellement créé deux clones grossiers.
Avant d'être sorti pour le grand public, le segment a été projeté lors de certains festivals d'animation. Les clones de Dexter et Dee Dee de l'épisode sont dépeints comme utilisant le blasphème, bien que les mots aient été censurés avec des bips. Pourtant sur YouTube, l'épisode a été vu plus de 500 000 fois en 24 heures.

## Synopsis
Dee Dee apprend que Dexter a inventé une machine anti-injure. Elle devient furieuse quand elle apprend que Dexter va la tester sur elle à cause du fait qu'elle saccage son laboratoire. Dexter et Dee Dee se battent alors et se retrouvent dans l'invention de Dexter. Sortent alors de la machine Dexter et Dee Dee et deux clones grossiers. Ils menacent à des Dexter et Dee Dee choqués de leur grossièreté de détruire le laboratoire. Lorsque la mère de Dexter et Dee Dee appelle accidentellement les clones grossiers pour le déjeuner, ces derniers la mettent en rage avec leur langage vulgaire. Dexter et Dee Dee arrivent à mettre fin aux clones mais sortis la chambre de Dexter, leur mère, fâchée, et croyant que ce sont les vrais Dexter et Dee Dee qui ont utilisé du langage vulgaire, se prépare à leur brosser la bouche avec du savon.